# Jeu du dictionnaire
Le jeu du dictionnaire est un jeu de société qui peut se pratiquer avec une boîte de jeu spécialement éditée à cet effet ou plus simplement avec du papier, des crayons et un dictionnaire de référence (Le Petit Larousse, Petit Robert, ou autre).
Jeu popularisé par C. Buzy, bien qu’ayant à ses débuts des règles floues, il fallut attendre quelques années pour avoir notamment un système d'attribution de points afin de désigner un vainqueur.
Il permet également de remettre au goût du jour des mots tombés en désuétude, comme déveine ou encore fricandeau.

## Déroulement d'une manche
1. Le joueur qui a la main choisit dans le dictionnaire un mot compliqué ou trompeur (par exemple calade). Il en écrit la définition, trouvée sur le dictionnaire, sur un papier qu'il plie en quatre.
2. Chaque joueur en fait autant, avec la définition qu'il imagine lui rapporter le plus de points. (Par exemple, en pensant à rue en calade, tout dérivé de décalé, escalade, en rupture de pente, en dénivelé, etc.; ou pour s'amuser, çalade sans cédille, de la mâche sans queue, etc.)
3. Le meneur prend tous les papiers, les mélange, puis lit à haute voix toutes les définitions.
4. Chaque joueur doit voter pour l'une des définitions.
5. Le meneur gagne un point pour chaque mauvais choix.
6. Tout joueur gagne autant de points que de votes pour sa définition.
7. Ceux qui trouvent la bonne réponse gagnent 2 points.

## Jeu en ligne
Fictionary est un jeu en ligne indépendant reprenant le principe du jeu. Il offre la possibilité de jouer gratuitement au jeu du dictionnaire avec des amis. Le jeu possède une grande base de données de mots français compliqués. 

## Jeux commerciaux dérivés
Plusieurs jeux commerciaux ont repris le principe du jeu du dictionnaire.
- Le Dictionary (2021, Mango Editions, Xavier Delengaigne, illustrations de Marine Carron), reprend le principe du jeu avec une sélection de mots par catégorie et une illustration.

- Le Pigeon Pigeon (2019, Napoleon Editions), reprend le principe du jeu avec des questions de culture générale insolites. Il a la particularité de se jouer en équipe et d'introduire un système de mises de jetons.
- Le Jeu du dictionnaire (1992, Habourdin) reprend simplement le principe du jeu sans rien modifier.
- C'est du délire (1992, Bertram Kaes, Ravensburger) propose de trouver des définitions de mots difficiles ou amusants, mais aussi des énigmes ou ce que représente une photo.
- Planet Genius ou Bluffer (1993/2000, Gilles Monnet, Spot Games) propose des définitions de mots difficiles ou amusants, des faits divers amusants ou des expressions.
- Corsica'mente (????, Jean-Paul Casta, autoédition) utilise le principe du jeu du dictionnaire avec un jeu centré sur la Corse, son vocabulaire, ses traditions.
- Kemozako (1998, Jean-François Pirrone) exploite principalement le principe du jeu du dictionnaire, à côté d'autres types d'épreuves.
- Le jeu du dictionnaire de Vocabulax décline une partie du principe en ligne avec des mots inventés ou tirés du dictionnaire.
- Le jeu du baccalauréat exploite le jeu du baccalauréat pour une version en ligne, jeu dérivé du jeu du dictionnaire.
- Dixit (2008, Jean-Louis Roubira) adapte le système de jeu en remplaçant les mots par des images.
- Fictionnaire (2010, Hervé Marly, Days of Wonder) est une gamme de jeux commercialisés sous un format de paquet de cigarettes. Un paquet contient 120 cartes de questions. La gamme contient 4 paquets de cartes thématiques relatives aux sciences ("Tout est relatif"), à la nature ("Naturals" ), aux événements ("Incroyable… ment vrai") et définitions de mots (Classique Encyclopedia).